# Pussy versus Putin
Pussy versus Putin (Pussy protiv Putina) er en russisk dokumentarfilm fra 2013 ved filmkollektivet Gogol's Wives, der viser historien om kvindepunkkollektivet Pussy Riots problemer med det russiske regime ved domstolene, både inden og uden for russiske tremmer.

## Handling
Filmen viser optagelser af gruppens politiske diskussioner og planlægning af deres musikalske såkaldte Punkbøn (2012) i en katedral i Moskva, hvori indgår teksten "Guds Mor, fordriv Putin".
Gruppens aktioner udmærker sig ved at være humoristiske, med en satirisk brod på en alvorlig baggrund.
Filmen modtog NTR IDFA Award for Best Mid-Length dokumentar ved den Internationale Dokumentarfilmfestival i Amsterdam i 2013.

## Gallery
- Church of Pussy Riot - Protest for Free Pussy Riot. Magdeburg, Tyskland, den 26. april 2012.
- Pussy Riot. 14. februar 2012. Deres elefanthuer er inspireret af wrestlingmasker (luchador, fribryder, lucha libre). Spiller desuden på den russiske betegnelse "maskeshow", der siden 1990'erne blev anvendt om det russiske politis indsatser iklædt masker.
- "Vladimir Pussy", OL i Sotji 2014. Gadekunst, Berlin, 2. februar 2014.
- Pussy Riot på en sporvogn, 2011. Scene fra filmen Pussy versus Putin (2013).
- Fra Amnesty International-protestdemonstration imod forfølgelse af Pussy Riot og andre politisk aktive punkgrupper, Amsterdam, 8. april 2013.

## Eksterne links
- Imdb: Imdb.